# Västerås historiska skeppsmuseum
Västerås historiska skeppsmuseum är ett maritimt museum, beläget vid Frösåkers brygga cirka två mil öster om Västerås. Museet har ett 25-tal replikor av medeltida träbåtar. De största är koggarna Roter Teufel och Almerekoggen. Där finns flera vikingaskepp. Man kan också se allmogebåtar, snipor, nordlandsbåtar och en kyrkbåt. Alla är sjösatta och ligger vid bryggorna sommartid. Det anordnas rodd- och segelturer för besökande grupper. Här har även byggts nya båtar för att öka ut beståndet.

## Historik
Vid Frösåkers brygga byggdes ett stort vikingahus och försågs med minnen från vikingatiden, ofta av trä. Bryggan vid Mälaren utökades och försågs med kopior av vikingabåtar, som används för evenemang. År 2014 anlände två båtar, en replika av en kogg som hittats utanför Skanör och en replika av en kogg som hittats i Holland. Båda är byggda i Malmö.

## Roter Teufel och Almerekoggen
Fotevikens Museum lokaliserade 1991 ett vrak av en kogg på fyra meters djup utanför Skanörs hamn. Koggar var den tyska Hansans stora transportskepp. En kogg kunde lasta mycket, var flat i botten och förde endast ett segel, ett råsegel. Fyndet utanför Skanörs hamn är daterat till omkring år 1390. Skeppet är också ett av världens äldsta som fört kanoner ombord. Vraket kartlades och partiet under vattenlinjen rekonstruerades. Fotevikens museum byggde under åren 1998-2003 på uppdrag av Malmö stad på Kockums varvsområde kopior av två koggar. Den stora koggen (längd 29 meter) är byggd efter fyndet utanför Skanör. Den sjösattes år 2001 och döptes till Tvekamp av Elbogen 
Den andra koggen är en rekonstruktion av en kogg från cirka 1420. Fyndet är från Zuiderzee vid Almere i Holland. Rekonstruktionen är 16 meter lång med en bruttodräktighet på 12 ton och kan ta en maxlast på 24,5 ton. Hon är idag försedd med en hjälpmotor (Transportstyrelsens krav) med en motorstyrka understigande 75 kW. Hon är certifierad för 20 passagerare.  Hon sjösattes år 2003 och döptes till Enighet av Elbogen.
De båda skeppen fanns att se på Koggmuseet i Malmö hamn. Skeppen såldes och transporterades till Västerås historiska skeppsmuseum år 2014. 
Koggen Tvekamp av Elbogen benämnes nu Roter Teufel. Namnet syftar på Östersjöpiraten Klaus Störtebekers skepp Roter Teufel (Röda Djävulen). Klaus Störtebeker var i slutet av 1300-talet sjörövare i Östersjön inom Vitaliebröderna. De var ett stort hot mot Hansan. Han lär ha rövat även i Mälaren. 
Koggen Enighet av Elbogen benämnes nu Almerekoggen.

## Bildgalleri

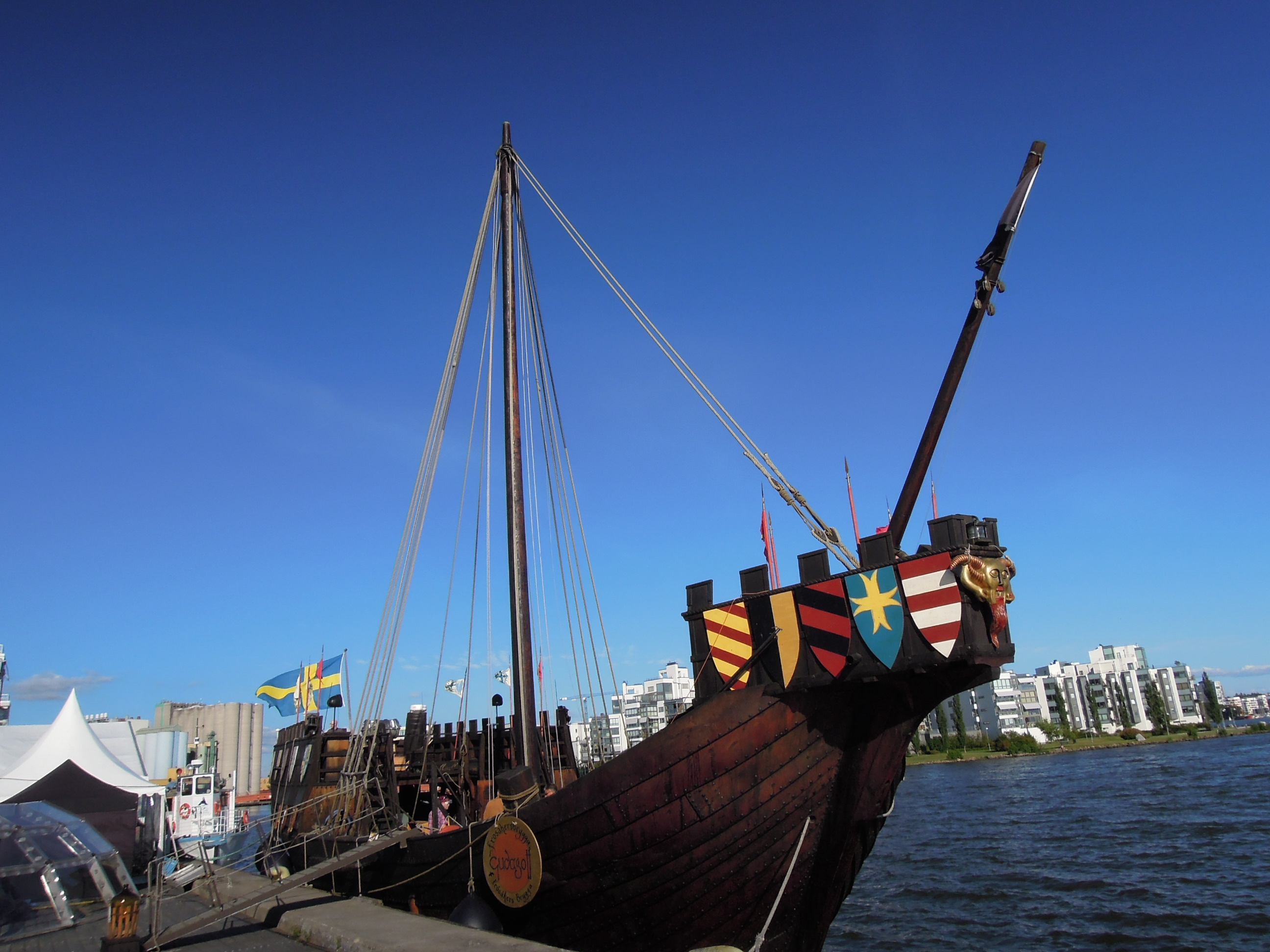
Roter Teufel på besök vid kaj i Västerås
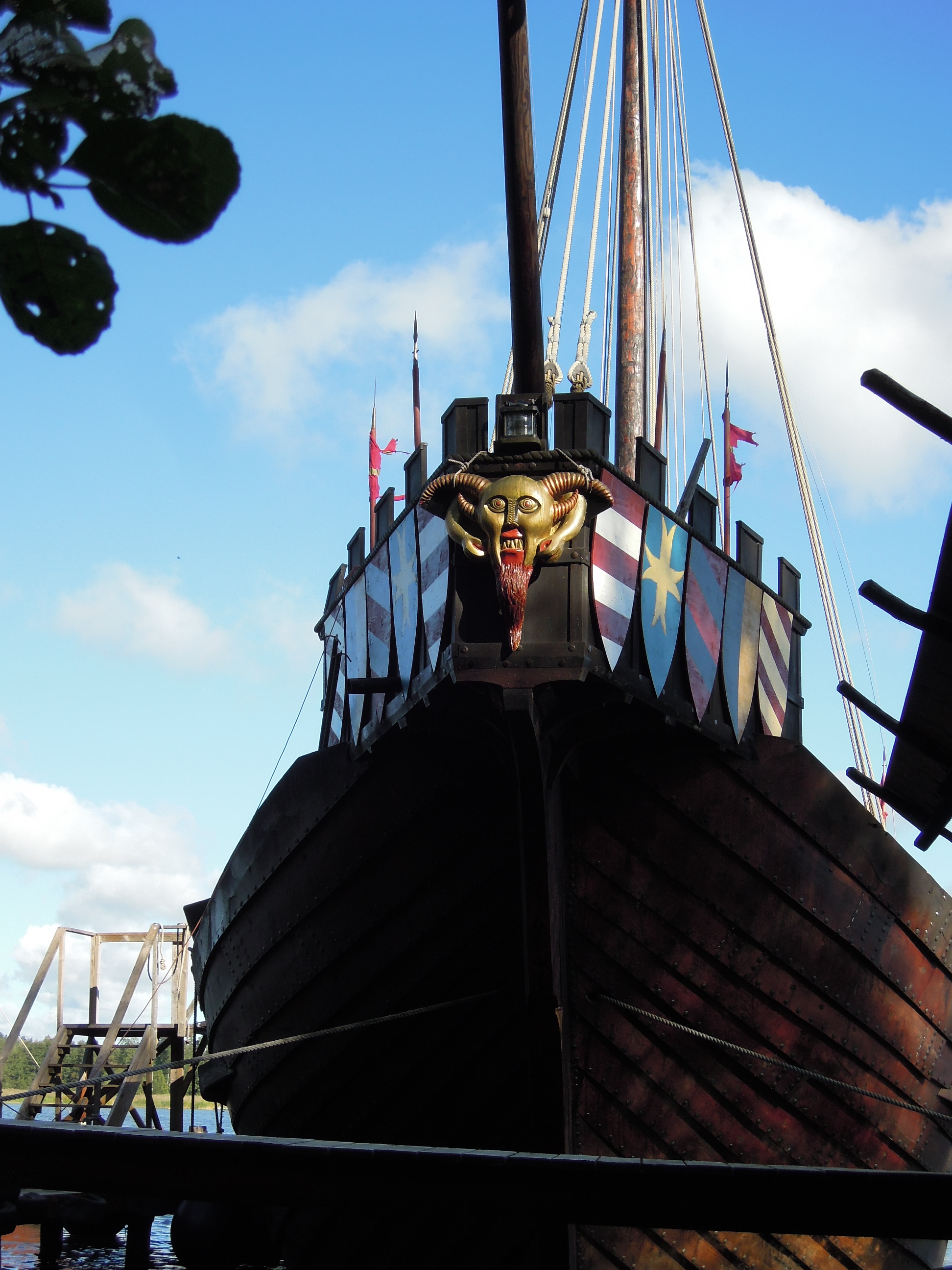
Förkastellet på Roter Teufel
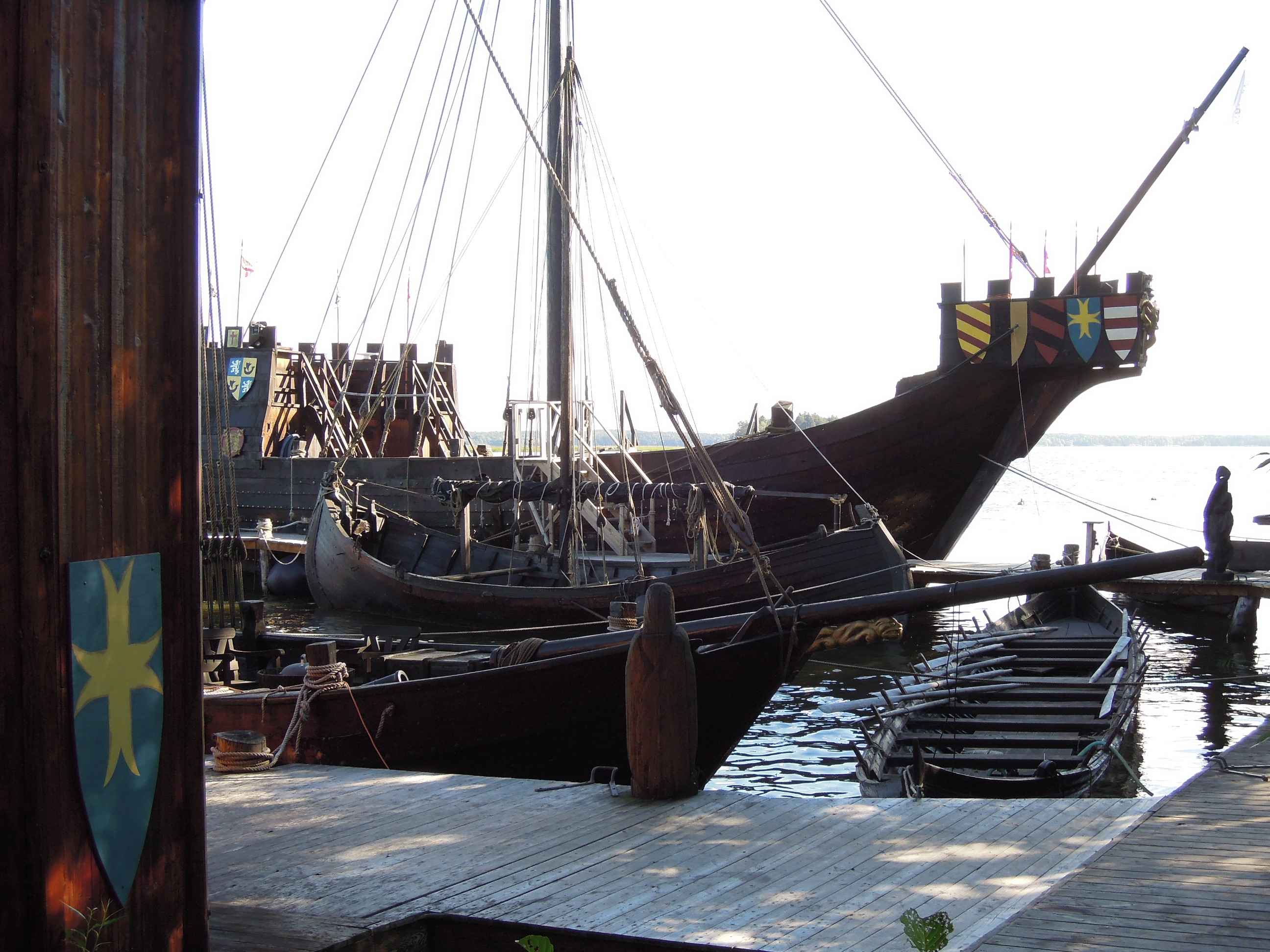
Närmast Almerekoggen, till höger en kyrkbåt, i mitten Knarren Hräsvelg och det stora skeppet är Roter Teufel
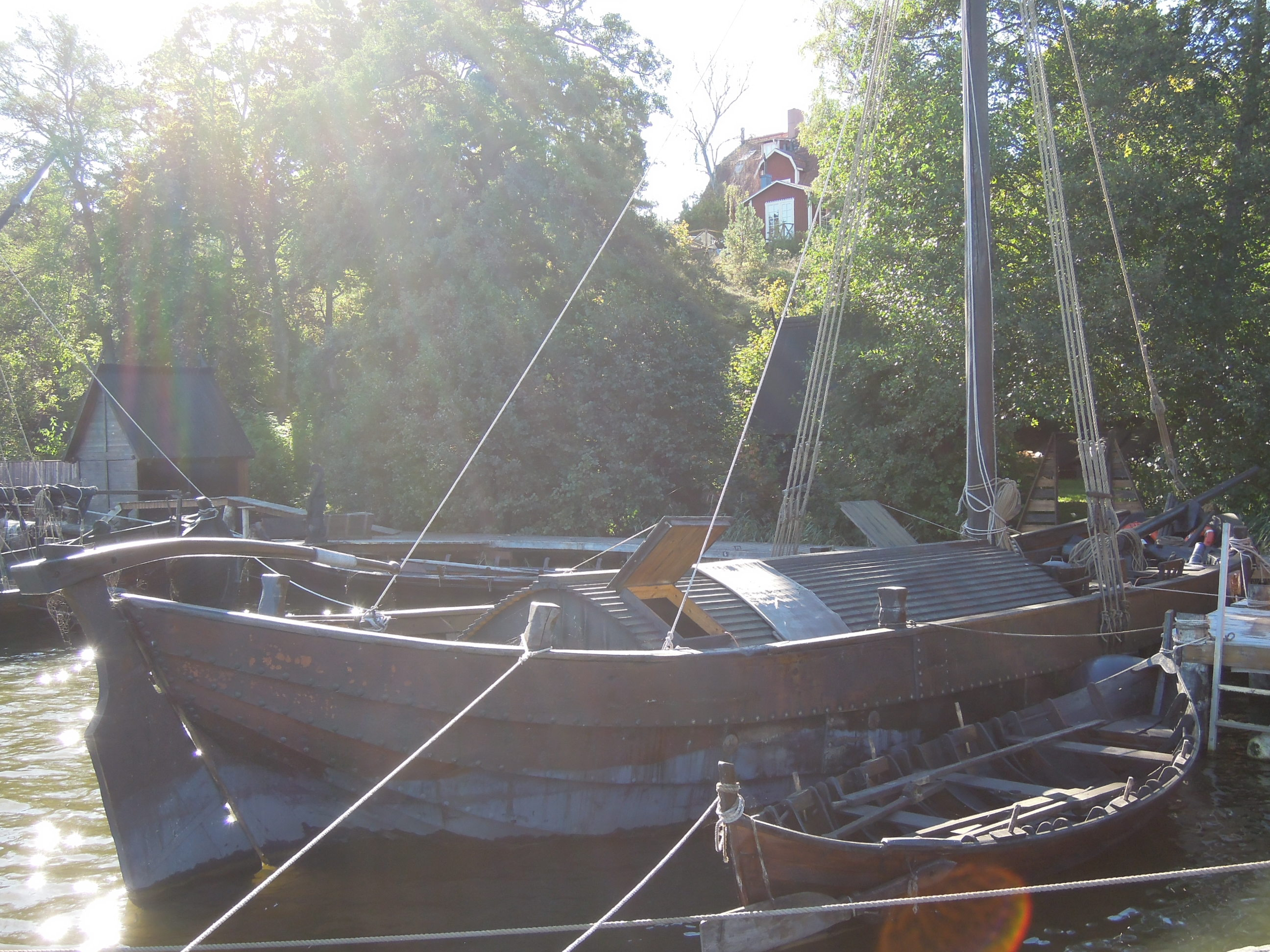
Almerekoggen

## Övriga skepp
Hräsvelg är en knarr. Det är en skeppstyp som användes under vikingatiden för handelsresor över havet. Hräsvelg byggdes i Västerås 1993 – 1996. Han är 12 meter lång, 3,95 meter bred och väger 6 ton, byggd i ek och fur samt är försedd med ett 45 kvadratmeters segel. 
Jugen Jon den gamle är en kyrkbåt, byggd på Sollerön i Siljan år 1949. Den har vunnit roddtävlingarna i Siljan tio år i rad. Namnet är efter Jugen Jon Andersson som år 1775 lyckades utverka att Sollerön skulle bli egen socken och få egen kyrka så Solleröborna slapp ro tvärs över Siljan till kyrkan i Mora.
Övriga skepp som finns vid Frösåkers brygga: hjälmaresnipor, limabåt och viksbåtar.

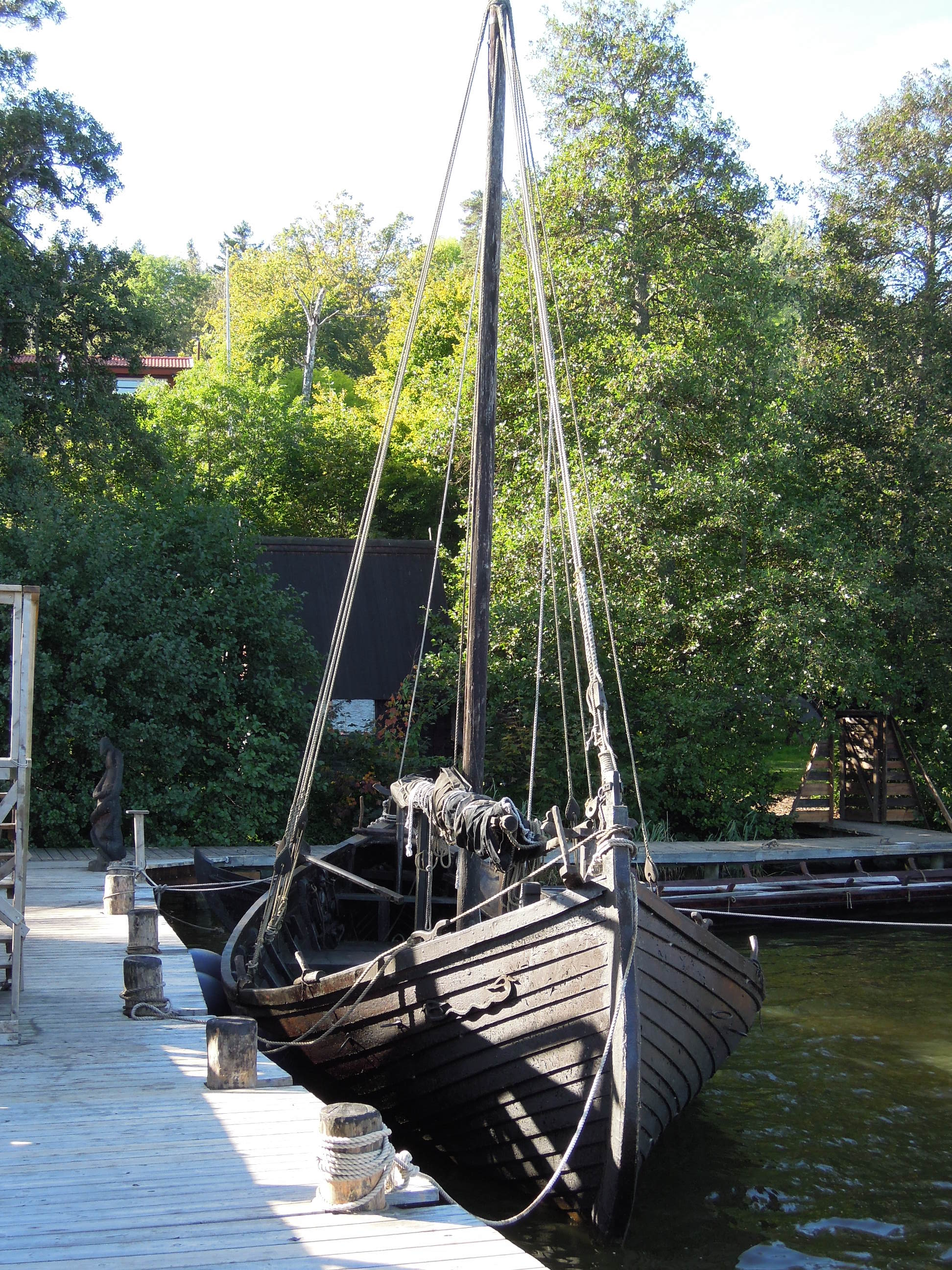
Knarren Hräsvelg
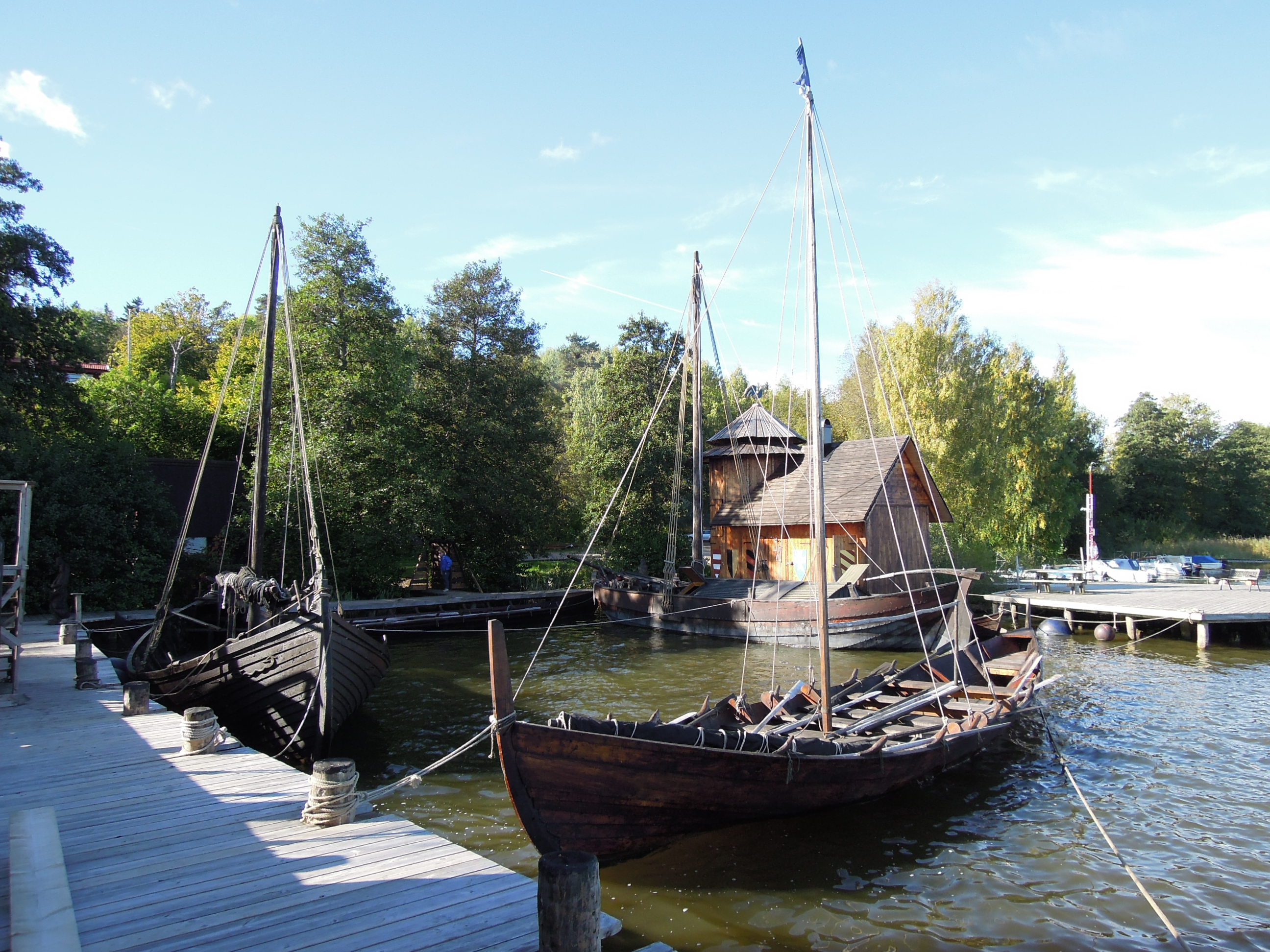
Vikingaskepp, i bakgrunden Almerekoggen och båthuset med torn
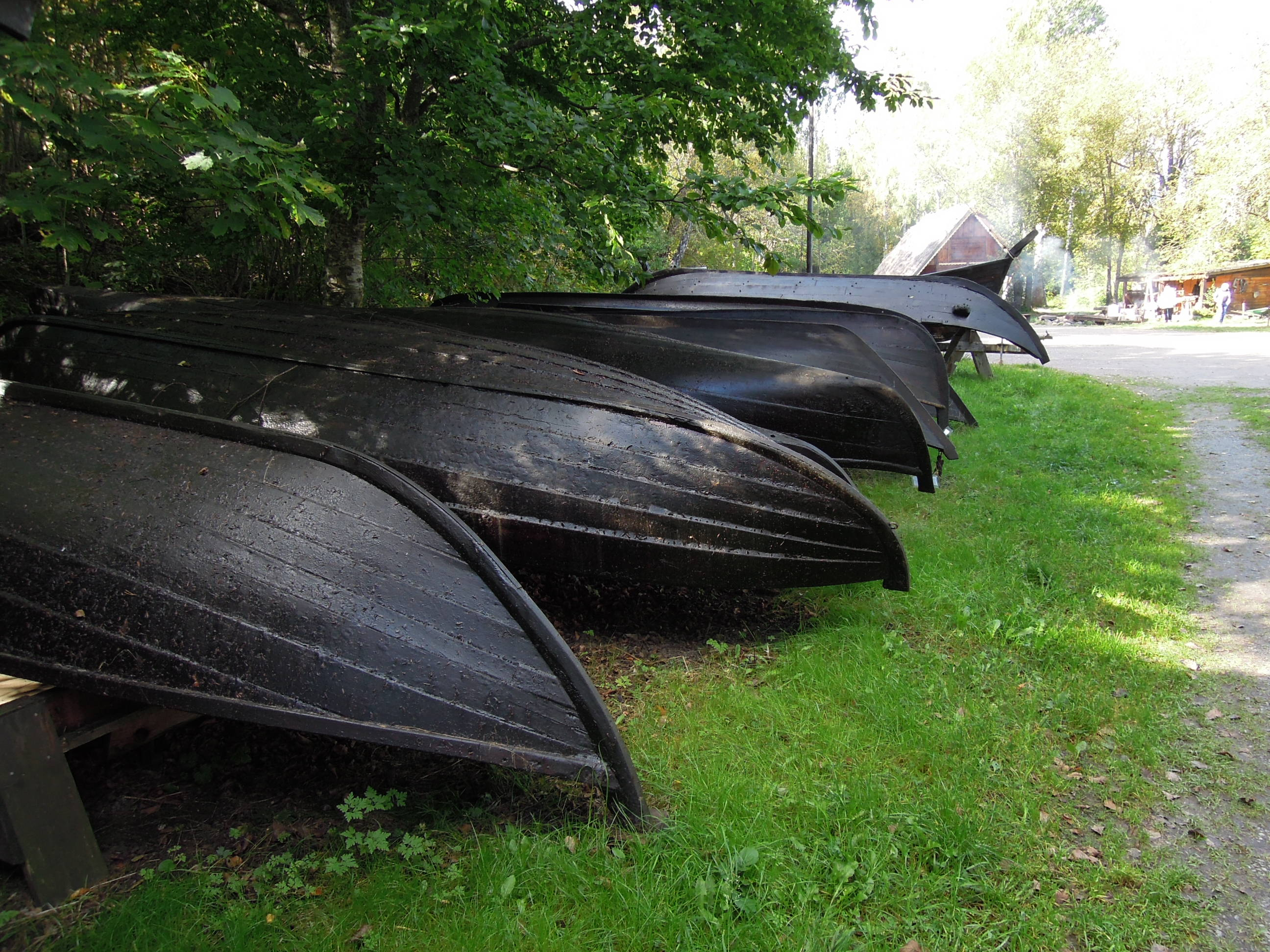
Snipor, allmogebåtar